# Tirà de caatinga
El tirà de caatinga (Knipolegus franciscanus) és un ocell de la família dels tirànids (Tyrannidae).

## Hàbitat i distribució
Habita zones amb matolls de l'est del Brasil.